# William Lever, 2. Viscount Leverhulme
William Hulme Lever, 2. Viscount Leverhulme (* 25. März 1888 in Bolton; † 27. Mai 1949 in Minneapolis, Minnesota) war ein britischer Unternehmer.

## Leben und Tätigkeit
Lever war das einzige Kind von William Lever, 1. Viscount Leverhulme, und seiner Frau Elizabeth Ellen, geb. Crompton Hulme of Bolton. Er wurde am Eton College erzogen und studierte am Trinity College der Universität Oxford, die er 1913 mit einem Masterabschluss verließ. Anschließend stieg er in das Familienunternehmen Lever Brothers ein.
Nach dem Tod seines Vaters im Mai 1925 erbte Lever dessen Adelstitel als 2. Viscount Leverhulme nebst dem dazugehörigen Sitz im House of Lords sowie die Rolle des nominellen Oberhauptes (governor) des Lever Brothers Konzerns, dessen Führung zu dieser Zeit allerdings immer mehr in die Hände von professionellen Managern überging. 1930 war er maßgeblich an der Fusionierung von Lever Brothers mit Margarine-Union zu dem neuen Dachkonzern Unilever beteiligt.
Daneben bekleidete Lever zahlreiche Ehrenämter: So war er von 1932 bis 1936 Pro-Chancellor der Universität Liverpool, deren Ehrendoktorwürde ihm in Anerkennung seiner Leistungen 1937 verliehen wurde. 1923 amtierte er als High Sheriff der Grafschaft Cheshire und später als Friedensrichter ebendort.
Von den nationalsozialistischen Polizeiorganen wurde er aufgrund seiner führenden Stellung in der britischen Wirtschaft Ende der 1930er Jahre als wichtige Zielperson eingestuft. Im Frühjahr 1940 setzte das Reichssicherheitshauptamt in Berlin ihn dann auf die Sonderfahndungsliste G.B., ein Verzeichnis von Personen, die im Falle einer erfolgreichen deutschen Invasion Großbritanniens durch die Sonderkommandos der SS-Einsatzgruppen mit besonderer Priorität ausfindig gemacht und verhaftet werden sollten.
Lever starb während einer Reise nach Nordamerika im St. Mary’s Hospital, Minneapolis. Er wurde im Familiengrab in der Christ Church von Port Sunlight beigesetzt. Ihm zu Ehren trägt der Lever-Gletscher in der Antarktis seinen Namen.

## Familie
In erster Ehe heiratete Lever am 13. April 1912 Marion Beatrice Smith (1886–1987). Diese Ehe wurde 1936 wieder geschieden. Aus ihr gingen die Töchter Ruth Lever (1913–1972) und Rosemary Gertrude Alexandra Lever (1919–1994) sowie der Sohn Philip William Bryce Lever (1915–2000) hervor. Der Sohn erbte Levers Adelstitel als 3. Viscount Leverhulme.
In zweiter Ehe heiratete er 1937 Winifred Agnes Bidston. Diese Ehe blieb kinderlos.

## Schriften
- Viscount Leverhulme: By his Son, 1927. (Biographie seines Vaters)
- Sunlight. Die «Seifenfabrik Helvetia» in Olten In: Oltner Neujahrsblätter, Bd. 7, 1949, S. 52–66.
- 75 Jahre Sunlight In: Oltner Neujahrsblätter, Bd. 32, 1974, S. 82–88.